# Geoff Tate
Jeffrey Wayne Tate noto come Geoff Tate (Stoccarda, 14 gennaio 1959) è un cantante heavy metal statunitense, noto per essere stato il frontman del gruppo musicale heavy metal Queensrÿche fino al 2012.
Viene considerato uno dei più abili e versatili cantanti del panorama hard & heavy. È ritenuto uno dei migliori cantanti metal di tutti i tempi. Molti artisti citano lui e i Queensrÿche come principali ispiratori.

## Biografia

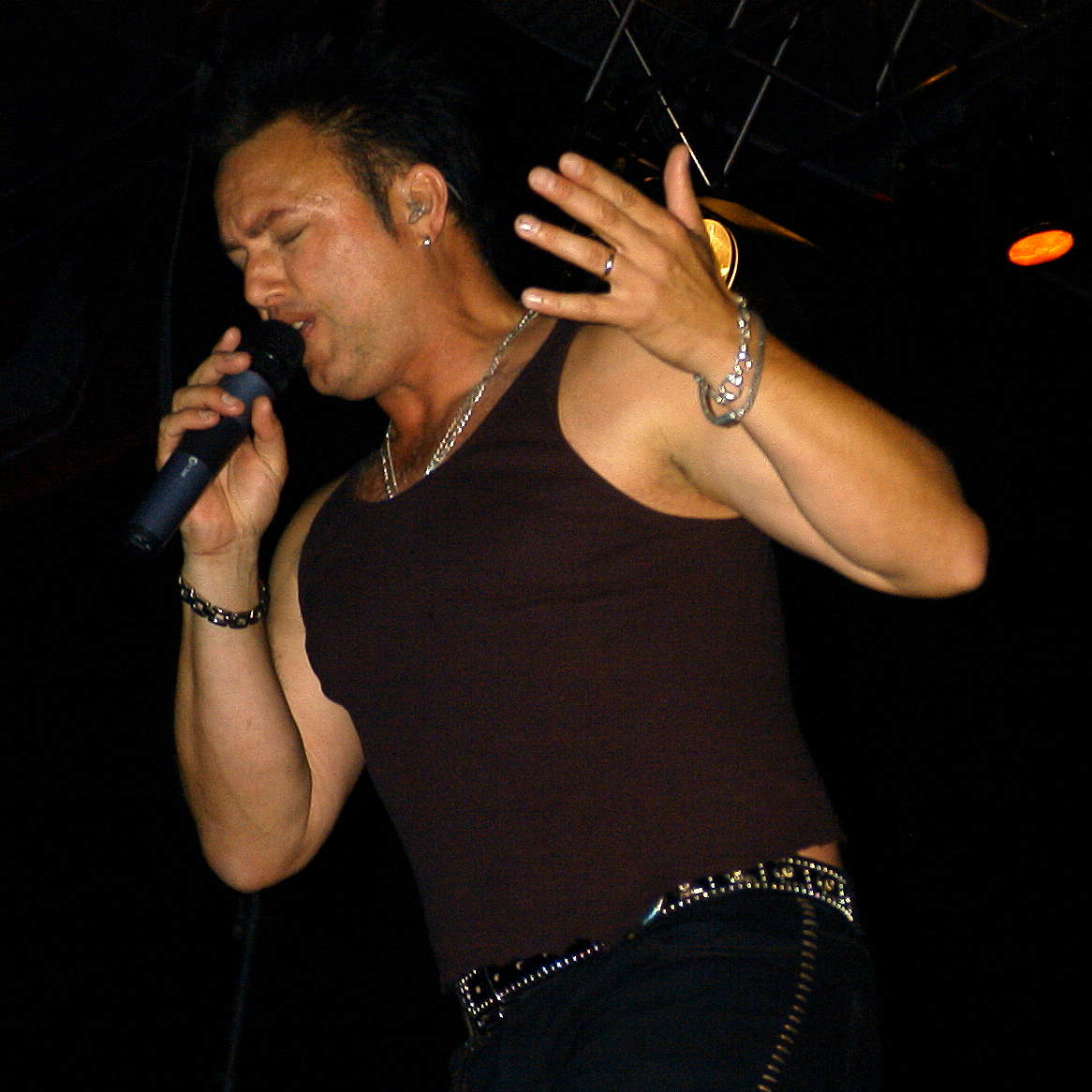
Geoff Tate nel 2004

Nato in Germania da genitori statunitensi, dopo la sua nascita i suoi genitori si trasferirono a Tacoma, Washington, dove frequentó le scuole superiori. Geoff iniziò la sua storia musicale studiando canto presso la scuola della vicina Seattle del Maestro David Paul Kyle, uno dei più importanti insegnanti statunitensi che tra l'altro impostó molte altre 'stars' della musica rock come ad esempio Layne Staley degli Alice in Chains e Ann Wilson del gruppo Heart, e molti cantanti di Opera come ad esempio Marilyn Horne, Jesse Thomas, e Frederica Von Stade.
La sua carriera personale iniziò con la cover band Tyrant, con Adam Bomb, ed in seguito unendosi al gruppo Babylon partecipó ad un contest di band emergenti, ma perdendo il concorso il gruppo si sciolse; gli fu chiesto di entrare nei The Mob e per un breve periodo ne fece parte ma non essendo più interessato a proporre ancora 'cover musicali' di altri gruppi, abbandonó il progetto. Continuó poi con la progressive band Myth, come cantante e tastierista, insieme a Kelly Gray (più tardi sarebbe stato uno dei primi rimpiazzi per la dipartita di Chris DeGarmo dai Queensrÿche).
Si unì ai Queensrÿche nel 1981. La band aveva già registrato un intero demo di canzoni, mancavano solo le parti vocali. The Lady Wore Black divenne la prima canzone incisa con Geoff dalla band. Nel 1983 realizzò il suo secondo album autoprodotto: l'EP omonimo. Con le sue 4 ottave di estensione, è diventato un punto di riferimento per molti artisti della scena heavy metal. Tate si è anche distinto dai colleghi del suo genere scrivendo i testi con una coscienza sociale. Testi socialmente impegnati sono presenti specialmente su Operation: Mindcrime, su Empire e su Promised Land.
Nel 2002 Tate ha realizzato il suo primo album solista dal titolo omonimo, pubblicato per la Sanctuary Records. Nel 2008 collabora all'album We Wish You a Metal Xmas and an Headbanging New Year, raccolta di canzoni natalizie rivisitate in chiave metal, come cantante nella traccia Silver bells. Durante il mese di giugno 2012 viene resa nota la sua separazione dai Queensrÿche. Come suo sostituto, è stato scelto Todd La Torre.

## Discografia

### Da solista
- 2002 – Geoff Tate
- 2012 – Kings & Thieves
- 2019 - Sweet Oblivion

### Con i Queensrÿche
- 1983 – Queensrÿche
- 1984 – The Warning
- 1986 – Rage for Order
- 1988 – Operation: Mindcrime
- 1990 – Empire
- 1992 – Operation: Livecrime
- 1994 – Promised Land
- 1997 – Hear in the Now Frontier
- 1999 – Q2K
- 2001 – Live Evolution
- 2003 – Tribe
- 2004 – The Art of Live
- 2006 – Operation: Mindcrime II
- 2007 – Mindcrime at the Moore
- 2007 – Sign of the Times
- 2007 – Take Cover
- 2009 – American Soldier
- 2011 – Dedicated to Chaos
- 2013 – Frequency Unknown

### Con gli Operation: Mindcrime
- 2015 – The Key
- 2016 - Resurrection
- 2017 - The New Reality

### Partecipazioni e collaborazioni
- Avantasia - Ghostlights (2016)
- Avantasia - Moonglow (2019)